# Erebia carboncina
Erebia carboncina är en fjärilsart som beskrevs av Ruggero Verity 1915. Erebia carboncina ingår i släktet Erebia och familjen praktfjärilar. Inga underarter finns listade i Catalogue of Life.